# Quilotoa
Il Quilotoa è un lago di origine vulcanica dell'Ecuador, situato nella provincia del Cotopaxi, nella parte occidentale delle Ande ecuadoriane. 
La caldera di 3 chilometri di diametro si formò per il collasso del vulcano di dacite a cui fece seguito una eruzione di VEI-6 circa 800 anni fa, che produsse un colata piroclastica e lahar (colate di fango) che raggiunsero l'Oceano Pacifico, e che depositarono ceneri vulcaniche attraverso l'area lungo le Ande settentrionali.
Nel corso del tempo il cratere si è riempito d'acqua formando un lago profondo circa 250 m e i cui minerali disciolti gli hanno conferito un tono verdastro. Sono presenti delle fumarole nel fondo del lago ed esistono sorgenti calde nel lato orientale del vulcano.
La superficie del lago si trova a 3500 m di altitudine, il volume totale di acqua immagazzinata è di 0,35 km³. Secondo gli abitanti locali, il livello del lago sta lentamente diminuendo nel corso degli ultimi 10 anni. Dei depositi di travertino si verificano lungo la costa fino a 10 m sopra il livello del lago (nel 2000).
Turismo
Quilotoa è una località turistica di crescente popolarità. La strada che arriva alla cittadina di Quilotoa è generalmente percorsa da camion o autobus noleggiati dalla città di Zumbahua, 17 km a sud, o più comunemente da autobus provenienti da Latacunga.
È presente una laguna color verde smeraldo, e si possono compiere vari sport come l'escursionismo e il kayak, inoltre il luogo è meta anche degli amanti della fotografia, per la presenza di diversi mammiferi.